# Maniola subtusalbida
Maniola subtusalbida är en fjärilsart som beskrevs av Silbernagel 1943. Maniola subtusalbida ingår i släktet Maniola och familjen praktfjärilar. Inga underarter finns listade i Catalogue of Life.